# Dani Boy
Marcos Felippe Nunes da Silva, mais conhecido como Dani Boy (Jacareí, 2 de junho de 1993), é um cantor, compositor, apresentador, assistente de palco e empresário brasileiro. Em 1998, ficou nacionalmente conhecido como Dani Boy (Guguzinho) após ter participado do programa Domingo Legal, apresentado por Gugu Liberato, cantando músicas de grandes ícones da música sertaneja, principalmente as de seu padrinho, o cantor Daniel.  

## Biografia
De família humilde, seu primeiro contato com o mundo artístico foi em 1995, com apenas dois anos, vestido de palhaço para fazer propagandas nas portas de lojas da cidade onde nasceu, e assim juntar o dinheiro dos shows e apresentações para adquirir um microfone sem fio.
Foi contratado pelo SBT por um período de cinco anos, sendo assistente de palco do Domingo Legal de 1998 a 2002, apresentador do programa infantil Sábado Animado junto com o boneco Xaropinho de 2000 a 2002 e personagem do humorístico A Praça É Nossa de 1999 a 2002.
Gravou seu primeiro CD em 2000, produzido por Arnaldo Saccomani com distribuição da gravadora Warner Music. O álbum teve as participações especiais do cantor Daniel na música “Pra Falar a Verdade” e da dupla Rick & Renner na música “Ela é Demais”. Para divulgar seu primeiro CD, o cantor levou seu show a diversos estados do Brasil, como São Paulo, Minas Gerais, Rio de Janeiro, Paraíba, Paraná e Acre, totalizando mais de 50 shows durante o ano.
Em 2001, o cantor lançou um álbum com foco nas crianças, e cada faixa do álbum Para Ser Criança o Ano Inteiro correspondia a uma data comemorativa de cada mês do ano, formando um calendário musical para cantar de janeiro a janeiro, produzido por José Antonio Almeida e também com distribuição da gravadora Warner Music.
Em 2002, diversos produtos foram licenciados com o nome Dani Boy, como álbum de figurinhas, chiclete e boneco, porém, no mesmo ano, teve sua carreira interrompida após reprovar no colégio, ficando afastado dos trabalhos até que ficasse maior de idade (2011).
Em 2013, retomou a carreira com o lançamento do EP Fria Madrugada. Com o álbum, o cantor trabalhou o single “Fria Madrugada”, sendo o vídeo de estreia do canal oficial do cantor no YouTube.
Em 2016, lançou o álbum #PlayList, no qual interpretou músicas de grandes nomes da música popular, como Luan Santana, Gusttavo Lima, Daniel e Pixote. No mesmo ano, o cantor lançou mais um álbum autoral, intitulado EP Dani Boy, onde trabalhou o single “De Hora em Hora”, que ultrapassou a marca de cem mil visualizações em 24 horas de lançamento. O álbum é mesclado por canções de composição do próprio Dani Boy, outras da cantora e compositora Marília Mendonça e algumas dos produtores do álbum, os compositores e produtores Valtinho Jota e Douglas Lacerda.
Nos anos de 2017 e 2018, o cantor realizou sua primeira turnê após a volta aos palcos. Por Esses Bares foi o projeto que o cantor lançou para levar seu show para diversas casas noturnas e casas de shows no estado de São Paulo, realizando apresentações nas principais baladas sertanejas do estado. 
Em 2020, Dani Boy lançou o primeiro DVD de sua carreira, intitulado DVD Dani Boy Studio Sessions, que tem um repertório autoral com oito músicas. O álbum ocupou a 13ª posição dos mais baixados na semana do lançamento na plataforma Sua Música.

## Discografia
Álbuns de estúdio
- Dani Boy (2000)
- Para Ser Criança o Ano Inteiro (2001)
- Fria Madrugada (2013)

Álbuns ao vivo
- #Playlist (2016)
- Dani Boy Studio Sessions (2020)

Extended play (EPs)
- Fria Madrugada (2013)
- #Playlist (2016)
- Dani Boy (2016)
- Piano&Voz (2023)